# Asplenium batuense
Asplenium batuense är en svartbräkenväxtart som beskrevs av Cornelis Rugier Willem Karel van Alderwerelt van Rosenburgh. Asplenium batuense ingår i släktet Asplenium och familjen Aspleniaceae. Inga underarter finns listade.